# Michael Winslow
Michael Winslow (Spokane, 6 september 1958) is een Amerikaanse acteur en cabaretier die bekendstaat als de man die 10.000 geluiden maken kan, waarbij hij alleen zijn mond gebruikt.

## Levensloop
Michael Winslow werd geboren in Spokane (Washington) als zoon van Robert en Verdie Winslow. Hij ging na zijn middelbareschooltijd naar de Lisa Maile School voor kunsten.
Zijn eerste televisieverschijning was in een Amerikaanse comedyshow. Hij werd vooral bekend als sergeant Larvell Jones in de Police Academy-films. 
Op 8 oktober 2015 was hij te gast in het satirisch actualiteitenprogramma De Ideale Wereld. In 2021 deed Winslow mee aan het zestiende seizoen van America's Got Talent, waar hij in de halve finale werd uitgeschakeld.

## Filmografie
- Cheech & Chong's Next Movie (1980)
- Underground Aces (1981)
- Nice Dreams (1981)
- Space-Stars (1981) (geluid)
- Police Academy (1984)
- Alphabet City (1984)
- Gremlins (1984) (geluid)
- Grandview, U.S.A. (1984)
- Police Academy 2: Their First Assignment (1985)
- Police Academy 3: Back in Training (1986)
- Zärtliche Chaoten (Duitsland) (1987)
- Police Academy 4: Citizens on Patrol (1987)
- Spaceballs (1987)
- Police Academy 5: Assignment Miami Beach (1988)
- Zärtliche Chaoten II (Duitsland) (1988)
- Buy and Cell (1989)
- Police Academy 6: City Under Siege (1989)
- Far Out Man (1990)
- ExtraLarge Ninja Shadow (1992) (met Bud Spencer)*
- ExtraLarge Lord of the Sun (1993)*
- ExtraLarge Indians (1993)*
- ExtraLarge Gonzales Revenge (1993)*
- ExtraLarge Diamonds (1993)*
- ExtraLarge Condor Mission (1993)*
- Police Academy: Mission to Moscow (1994)
- Police Academy: The Series TV Series (1997-1998)
- The Trumpet of the Swan (2001) (geluid)
- The Biggest Fan (2002)
- RoboDoc (2008)

- Biblioteca Nacional de España: XX1112349
- Bibliothèque nationale de France: cb14040993v (data)
- Gemeinsame Normdatei: 1062365658
- International Standard Name Identifier: 0000 0001 1949 6163
- Library of Congress Control Number: nr2004021880
- MusicBrainz: 077a83ba-4a11-4d2f-99e2-5fa7bd69d464
- SNAC: w6d63dkb
- Virtual International Authority File: 49424154
- WorldCat: E39PBJvtcjBWBRxT6HymWFbKh3